# Quellental (Naturschutzgebiet)
Das Quellental ist ein Naturschutzgebiet in der niedersächsischen Gemeinde Wingst in der Samtgemeinde Land Hadeln im Landkreis Cuxhaven.

## Allgemeines
Das Naturschutzgebiet mit dem Kennzeichen NSG LÜ 065 ist 1,2 Hektar groß. Es ist damit das kleinste Naturschutzgebiet in Niedersachsen. Das Gebiet steht seit dem 6. September 1976 unter Naturschutz. Zuständige untere Naturschutzbehörde ist der Landkreis Cuxhaven.

## Beschreibung
Das Naturschutzgebiet liegt zwischen Cadenberge und Hemmoor am Osthang des Deutschen Olymps im Osten der Wingst und stellt ein Erosionstal unter Schutz. Im Schutzgebiet befinden sich durch austretendes Hangdruckwasser vernässte Feuchtwiesen mit reichen Vorkommen der Orchideen Breitblättriges und Geflecktes Knabenkraut.